# Pennales
L'ordre Pennales est une subdivision traditionnelle des algues Bacillariophyta, communément appelées diatomées. Les diatomées sont divisées en deux ordres en fonction de la symétrie des valves de leurs parois cellulaires silicifiées, ou frustules: les diatomées centrales, qui sont circulaires avec une symétrie radiale, et les diatomées pennales, allongées avec une symétrie principalement bilatérale. Ce dernier groupe est ensuite subdivisé en diatomées raphidées et araphidées, selon la présence ou l'absence d'un raphé. 
Le raphé est une fente étroite plus ou moins longue le long de l'axe longitudinal de certaines diatomées pennales. Le raphé joue un rôle essentiel dans la motilité par glissement observée chez certaines diatomées. Seules les espèces mobiles possèdent une raphé permettant un déplacement, probablement via la sécrétion d'une substance muculagineuse qui leur permettrait de glisser sur le substrat.
Bien que la plupart des analyses phylogénétiques effectuées sur les diatomées suggèrent que les pennales, contrairement aux centrales, constituent un clade bien soutenu, cette classification est basée sur des caractères morphologiques qui sont parfois synapomorphiques. Certaines études appellent à l'utilisation d'une nouvelle classification plus inclusive basée sur le génome de ces diatomées.

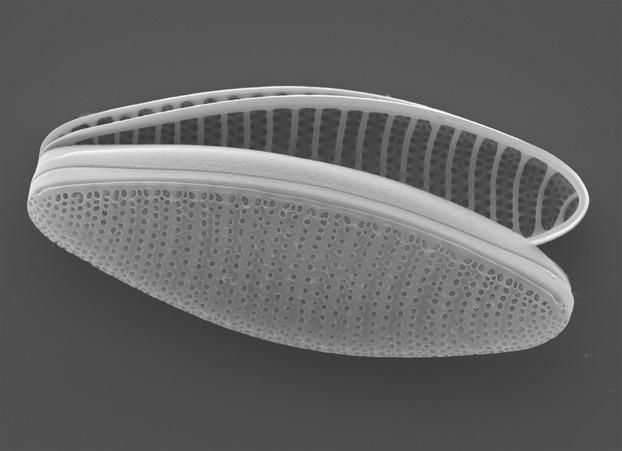
Diatomée pennale arraphée (Fragilariopsis kerguelensis)
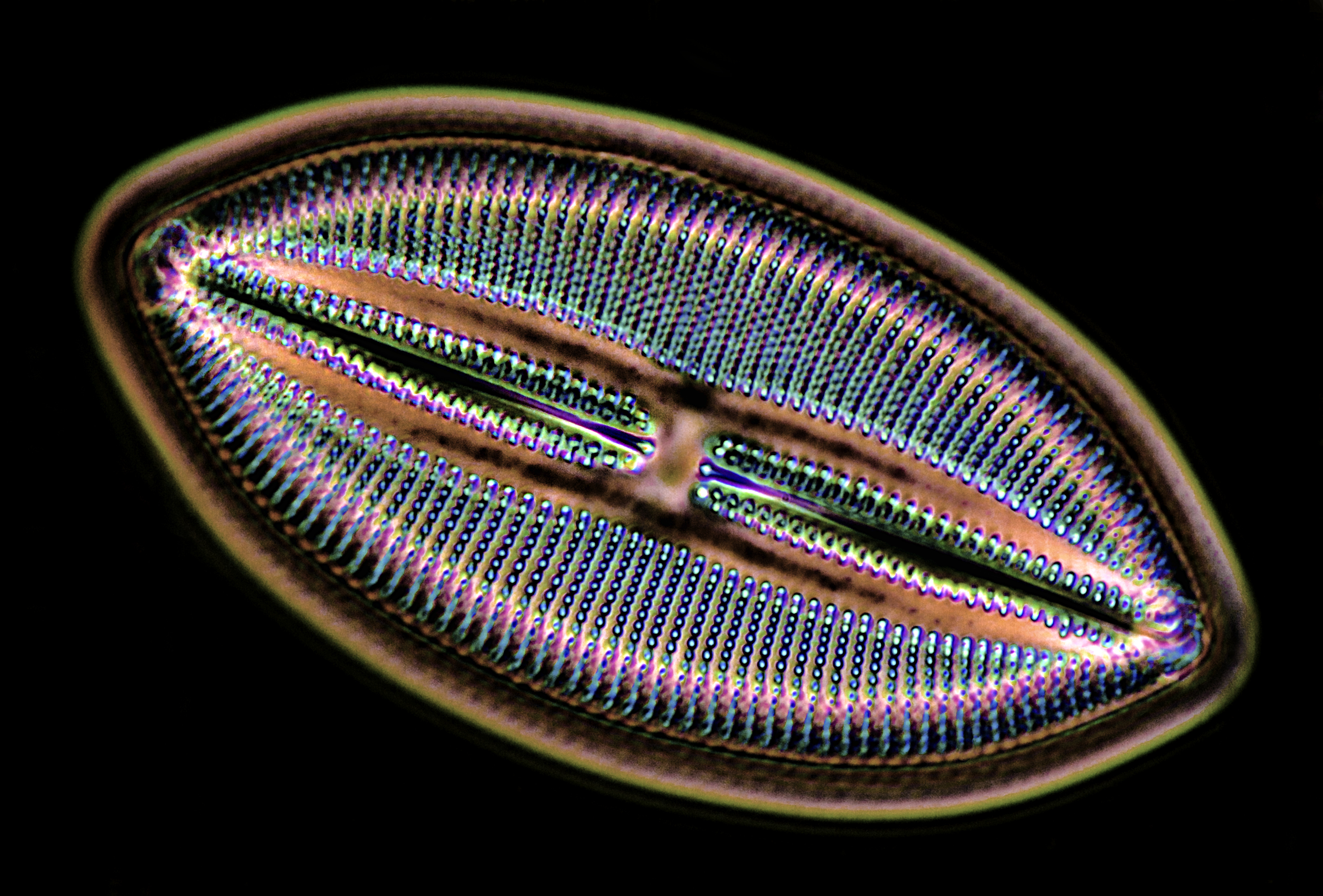
Diatomée pennale raphée (Lyrella hennedy)